# Wandmalereiengräber von Liaoyang
Die Wandmalereiengräber von Liaoyang (chinesisch 辽阳壁画墓群, Pinyin Liáoyáng bìhuà mùqún, englisch Mural Tombs in Liaoyang / Painted Tombs at Liaoyang) in Liaoyang in der nordostchinesischen Provinz Liaoning sind für ihre Wandmalereien berühmte große mehrkammerige Steingräber aus der Zeit vom Ausgang der Han-Dynastie bis in die Wei-Jin-Zeit (魏晋).
Sie sind größtenteils verbreitet in den nördlichen Vororten von Liaoyang am linken Ufer des Flusses Taizi He (太子河). Zuerst wurden 1944 Gräber in Bangtaizi 棒台子屯 entdeckt, nach der Gründung der Volksrepublik (1949) wurden ein altes Grab nach dem anderen entdeckt. In den Gräbern befinden sich exquisite Wandmalereien. Sie stellen Reiseszenen, Feste, Akrobatik und Küchenszenen dar und spiegeln das Leben der Adligen, Reichen und Mächtigen sowie das Alltagsleben wider.
Sie stehen seit 1961 auf der Liste der Denkmäler der Volksrepublik China (1-167).

## Gräber
Quelle: Liaoyang bihuamu qun
- Bangtaizi-Grab Nr. 1 棒台子1号墓
- Beiyuan-Grab Nr. 1 北园l号墓
- Sandaohao-"Wagengrab" (cheyi mu) 三道壕车骑墓
- Sandaohao-Grab Nr.  1 l号墓
- Sandaohao-Grab Nr.  2 2号墓
- Lingzhiling-Grab 令支令墓
- Xiaoqing-duizi-Grab 小青堆子墓
- Dongtaizi-Grab 东台子墓
- Nantaizi-Grab 南台子墓